# Movimiento por la Diversidad Sexual
El Movimiento por la Diversidad Sexual (conocido como MUMS Chile, anteriormente llamado Movimiento Unificado de Minorías Sexuales)  es una organización chilena de defensa de los derechos LGBT. MUMS es un movimiento social, político, comunitario y cultural, interseccional, antineoliberal y defensor de los derechos humanos, conformado por personas que, desde distintas experiencias, buscan el reconocimiento de la dignidad de todos los seres humanos, independientemente de su orientación sexual, identidad de género, o cualquier condición social.
La promoción de los derechos humanos de la diversidad sexual la entienden como una forma de avanzar en la transformación social, cultural y política, desde una sociedad conservadora y negadora de la diversidad, hacia una propuesta más abierta, inclusiva, pluralista y democrática, erradicando la idea errónea de inferioridad o superioridad de cualquier orientación sexual o identidad de género.
Los múltiples trabajos que MUMS realiza alcanzan, por un lado, los ámbitos de la incidencia política ante los representantes del Estado, con los poderes Ejecutivo y Legislativo, demostrando presencia, instalando nuestras exigencias de igualdad de derechos, y realizando una labor de monitoreo social; como así también, por otro lado, nos pensamos parte de un tejido social dentro del cual aspiramos a construir redes, alianzas y relaciones de paridad con otras orgánicas que amplíen el sentido político de nuestro activismo.

## Historia
La organización tiene sus inicios con la fundación del Movimiento de Liberación Homosexual (MOVILH histórico) en 1991 y que fue una de las principales organizaciones LGBT que luchó por la despenalización de la homosexualidad en Chile. La agrupación decidió no formar parte del encuentro denominado Reflexión Lésbico-Homosexual de América del Sur, realizado del 24 al 28 de noviembre de 1992 en la localidad chilena de Nos (San Bernardo) y que fue la primera reunión de agrupaciones LGBT de Sudamérica, señalando desacuerdos con el enfoque tomado para el evento.
El año 1997, bajo el nombre de Movimiento Unificado de Minorías Sexuales, se da la fusión entre el Movilh Histórico y el Centro Lambda Chile; esta última surgió como escisión de la primera, formalizándose la nueva agrupación el 28 de junio de 1998. De esta forma el MUMS hace propia la historia de ambas organizaciones; sin embargo, diferencias de enfoques ocasionaron la salida de un pequeño grupo que conformaría el Movimiento de Integración y Liberación Homosexual (actual Movilh) a fines de 1999. Hasta hoy, el actual Movilh señala ser la continuidad del Movilh Histórico y toma como fecha fundacional el año 1991, siendo en la práctica organizaciones distintas.
En 1999, el MUMS fue uno de los organizadores y fundadores en convocar en Santiago a la primera Marcha por la Diversidad Sexual, manifestación en favor de los derechos de la comunidad LGBT y la lucha contra la homofobia que se realiza anualmente hasta la actualidad, a la que posteriormente se sumaron Valparaíso, Concepción y otras ciudades del país.
En 2009 la agrupación participó en la constitución de la coalición política Nueva Mayoría para Chile junto a otras fuerzas progresistas, presentando 2 candidatos a diputados.
En 2010 MUMS cambia su bajada a Movimiento por la Diversidad Sexual, buscando reflejar el dinamismo de orientaciones e identidades emergentes. En mayo de 2013 fue una de las organizaciones fundadoras del Frente de la Diversidad Sexual, junto con Acción Gay, Fundación Daniel Zamudio, Todo Mejora, Fundación Iguales, Organización de Transexuales por la Dignidad de la Diversidad, Agrupación Rompiendo el Silencio y Valdiversa.
En 2015, y sin perjuicio del trabajo que el MUMS ha realizado en regiones durante los últimos años, se constituye oficialmente la primera filial regional, en la región del Biobío.
En 2018, activistas constituyen MUMS Región de Valparaíso, con una orgánica autónoma, lo que representa un siguiente paso y un gran desafío en la articulación de un movimiento a nivel nacional no centralista, pero con principios comunes.
En 2019, activistas constituyen MUMS Región del Maule, con una orgánica autónoma, dotando de una nueva visión descentralizada al movimiento LGBTIQA+ nacional.

## Equipos de trabajo

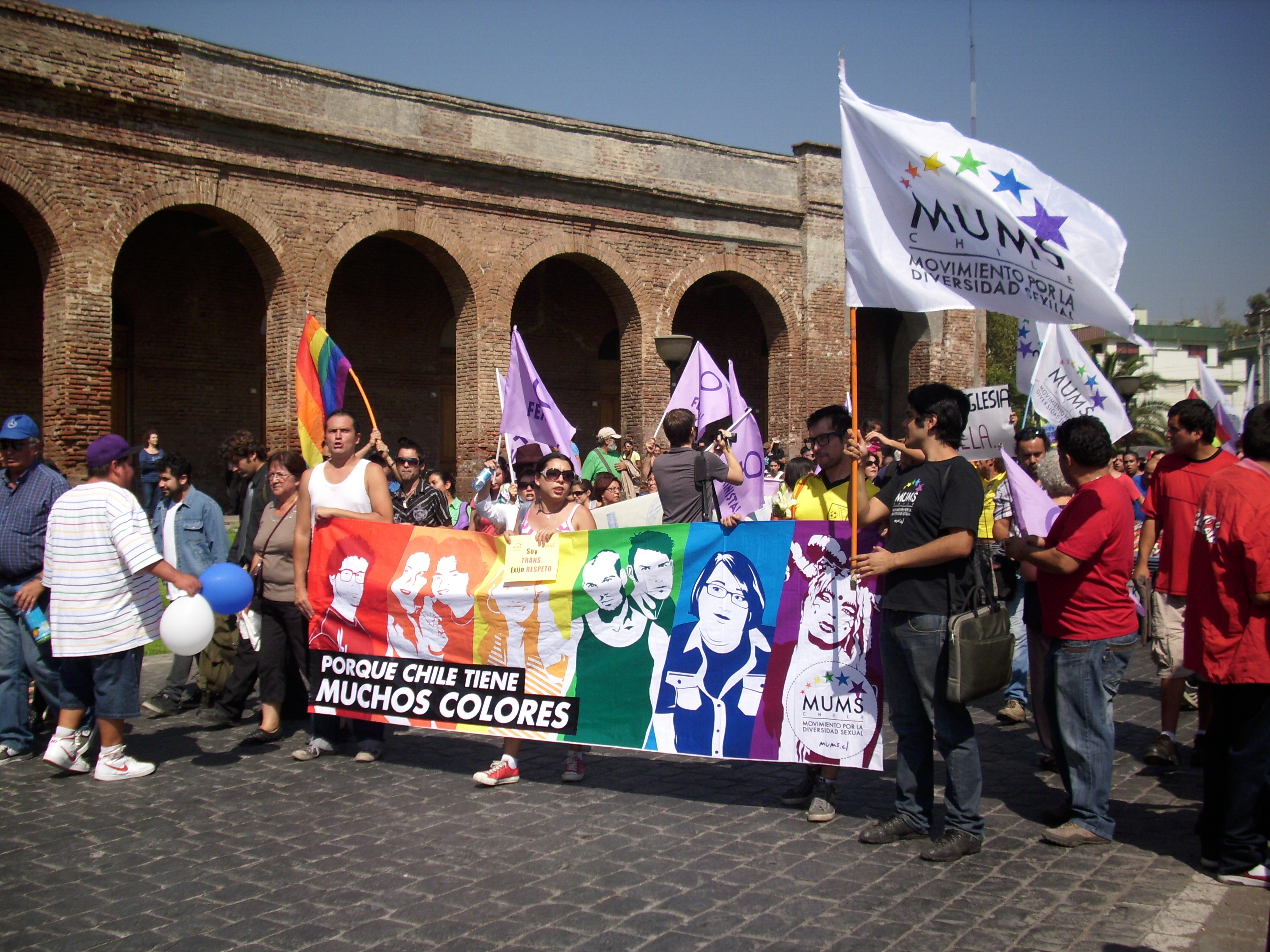
Integrantes del MUMS marchando junto al corte fúnebre del joven Daniel Zamudio, quien murió tras ser atacado por cuatro supuestos neonazis en marzo de 2012.

MUMS se organiza en áreas de trabajo que orientan su accionar en el marco del proyecto común, no desarrollando actividades en división entre orientaciones sexuales o identidades de género. 
- Coordinación Política. Integrada por 6 activistas, su función es la conducción y toma de decisión política de la organización.
- Equipo Derechos Humanos. Se focaliza en el trabajo de visibilización y promoción de los derechos humanos, mediante talleres de capacitación, acciones de movilización social e incidencia política.
- Equipo Soporte Gestión. Administra y resguarda el patrimonio de la organización, gestionando proyectos, elaborando informes financieros y todos los aspectos que esta conlleva.
- Equipo Soporte Comunicaciones. Maneja todas las herramientas de comunicación y difusión, y las tecnologías de la información.
- Equipos Proyectos. Son creados para la ejecución de proyectos con el fin de financiar las acciones de activismo de la organización.

## Candidaturas políticas
Han presentado candidaturas a cargos de representación popular en 12 oportunidades:[cita requerida]
- Carlos Sánchez Soto, el año 2001 a diputado por el distrito 22, Santiago.
- Carlos Sánchez Soto, el año 2004 a concejal por la comuna de Santiago.
- Gonzalo Cid Vega, el año 2008 a concejal por la comuna de Santiago.
- Julia Rojas, el año 2009 a diputada por el distrito 14, comunas de Viña del Mar y Con Con.
- Fernando Muñoz Figueroa, el año 2009 a diputado por el distrito 26, comuna de La Florida.
- Gonzalo Cid Vega, el año 2012 a concejal por la comuna de Santiago.
- Nicolás Varela Contreras, el año 2021 a concejal por la comuna de La Calera.
- Ignacia Abarzúa Ramírez, el año 2021 a concejala por la comuna de Viña del Mar.
- Daniela Meriño Cisternas, el año 2021 a concejala por la comuna de Quillota, electa.
- Tatiana Rojas Orellana, el año 2021 a concejala por la comuna de Santiago
- Luis Retamal Candia, el año 2021 a concejal por la comuna de Ñiquén.
- Juan Pablo Ciudad Pérez, el año 2021 a diputado por el Distrito 8, Santiago.

## Presidentes
- Marcos Ruiz (1991- 2005)
- Iris Hernández (octubre de 2005 – abril de 2008)
- Fernando Muñoz (abril de 2008 – mayo de 2009)
- Angélica Valderrama (mayo de 2009 – agosto de 2010)
- Gonzalo Cid (agosto de 2010 – agosto de 2012)
- José Luiz Díaz (agosto de 2012 – agosto de 2014)
- Marcelo Leiva (agosto de 2014 – junio de 2015)
- Roberto Lizama (junio de 2015 – 2016)
- Francisco Valderrama Guitierrez (diciembre de 2016 – mayo de 2018)
- Álvaro Navarrete (mayo de 2018 a la fecha)

## Figuras Públicas
- Daniela Meriño Cisternas, Concejala por la comuna de Quillota.
- Jorge Jiménez Hidalgo, Encargado de la Oficina de Diversidad sexual del Municipio de Viña del Mar.
- Gonzalo Cid Vega, Investigador Fundación CENDA.